# Cabañas Raras
Pour les articles homonymes, voir Cabañas.
Cabañas Raras est une commune d'Espagne dans la province de León, communauté autonome de Castille-et-León.
Elle s'étend sur 19,11 km2 et comptait environ 1 337 habitants en 2015.

## Démographie
| 1991  |  | 1996  |  | 1998  |  | 1999  |  | 2000  |  | 2001  |  | 2002  |  | 2003  |  | 2004  |  | 2005  |  | 2006  |  | 2007  |  | 2008  |  | 2009  |  | 2010  |  | 2011  |  | 2012  |
| ----- |  | ----- |  | ----- |  | ----- |  | ----- |  | ----- |  | ----- |  | ----- |  | ----- |  | ----- |  | ----- |  | ----- |  | ----- |  | ----- |  | ----- |  | ----- |  | ----- |
| 1 368 |  | 1 305 |  | 1 287 |  | 1 300 |  | 1 320 |  | 1 302 |  | 1 293 |  | 1 262 |  | 1 213 |  | 1 255 |  | 1 259 |  | 1 224 |  | 1 295 |  | 1 321 |  | 1 329 |  | 1 310 |  | 1 316 |